# Pseudoleucopis collessi
Pseudoleucopis collessi är en tvåvingeart som beskrevs av Tanasijtshuk 1996. Pseudoleucopis collessi ingår i släktet Pseudoleucopis och familjen markflugor. Inga underarter finns listade i Catalogue of Life.